# Da Costabuurt

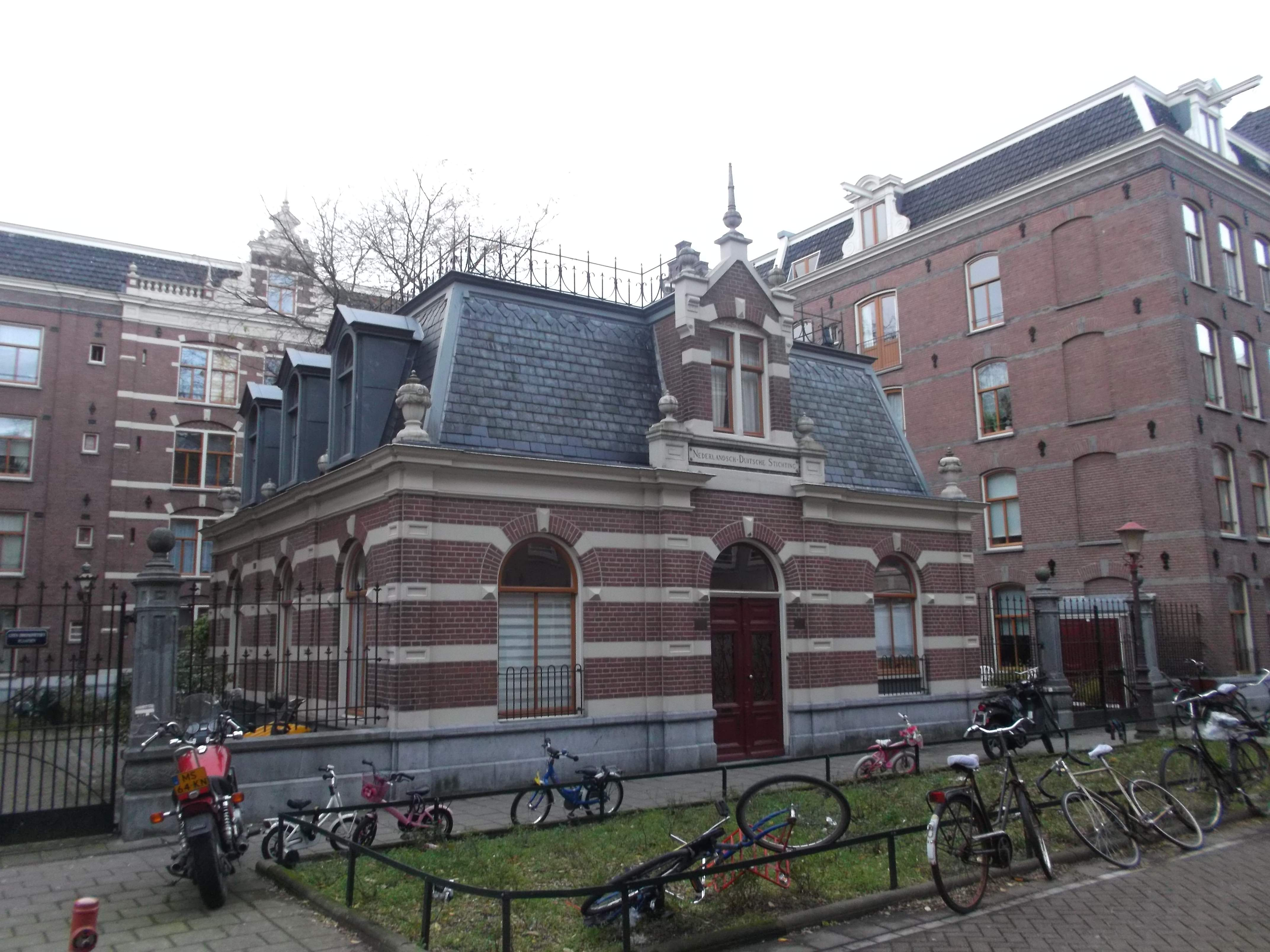
P.W. Janssenhofje, Da Costastraat 38-58.

De Da Costabuurt is een buurt in Amsterdam-West (tussen 1990 en 2010 Stadsdeel Oud-West). De buurt is vernoemd naar de Da Costagracht en Da Costastraat, die vernoemd zijn naar Isaäc da Costa (Amsterdam, 14 januari 1798 – aldaar, 28 april 1860) een Amsterdams dichter en historicus.
De Da Costabuurt wordt begrensd door de Hugo de Grootgracht, Singelgracht, het Jacob van Lennepkanaal en de Bilderdijkgracht.